# جيل إميري
جيل إميري (بالإنجليزية: Jill Emery)‏ هي رسامة أمريكية، ولدت في 1962.

## وصلات خارجية
- جيل إميري على موقع IMDb (الإنجليزية)
- جيل إميري على موقع ميوزك برينز (الإنجليزية)
- جيل إميري على موقع ديسكوغز (الإنجليزية)